# Elecciones parlamentarias de Ucrania de 2019
Las elecciones parlamentarias de Ucrania de 2019 tuvieron lugar el domingo 21 de julio del mencionado año, con el objetivo de renovar la Rada Suprema para su octava convocatoria, que estaría en funciones por el período 2019-2024.  Los comicios estaban originalmente planeados para el 27 de octubre del mismo año, pero fueron adelantados tres meses después de que el recientemente electo presidente Volodímir Zelenski disolviera la legislatura el 21 de mayo, un día después de asumir el cargo. En el momento de las elecciones, el partido del presidente Servidor del Pueblo, rechazaba la afiliación de políticos relacionados con los gobiernos ucranianos anteriores y, por lo tanto, no contaba con ningún tipo de representación legislativa. Debido al conflicto secesionista en curso en los Óblast de Donetsk y Lugansk, así como la controvertida anexión a Rusia por parte de la república autónoma de Crimea, las elecciones no se pudieron realizar en esos tres distritos, y los 26 escaños parlamentarios que les correspondían permanecerían vacantes, por lo que la Rada Suprema electa solo contaría con 424 escaños, en lugar de los 450 constitucionalmente previstos. La idea de que Servidor del Pueblo obtuviera un triunfo abrumador estaba seriamente fundamentada en las encuestas electorales, aunque numerosos analistas predijeron que le sería difícil alcanzar una mayoría absoluta general para gobernar sin necesidad de formar coaliciones con otros partidos políticos. Zelenski declaró que rechazaría cualquier alianza que incluyera figuras de la administración anterior.
Las elecciones resultaron, sin embargo, en una victoria arrolladora para Servidor del Pueblo, que obtuvo una mayoría absoluta de 254 escaños con el 43.16% del voto popular, la primera vez en la historia de Ucrania que un solo partido político obtenida una mayoría propia democráticamente. El segundo partido más votado, la Plataforma de Oposición - Por la Vida, de tendencia prorrusa y socialdemócrata, también era de reciente fundación y obtuvo el 13.05%, quedándose treinta puntos por debajo del oficialismo, y con una representación de 43 escaños. Tanto la Unión de Todos los Ucranianos "Patria" (Batkivshchina o Patria) de Yulia Timoshenko, como el partido Solidaridad Europea, del expresidente Petró Poroshenko, que había ganado la elección anterior, sufrieron abrumadoras derrotas. Patria obtuvo el 8.18% de los votos y 26 escaños, en empate técnico con Solidaridad Europea, que logró el 8.10% y 25 bancas, perdiendo el 81% de su representación parlamentaria. El partido Voz, de Svyatoslav Vakarchuk, se ubicó último entre los partidos que superaron el 5% y tuvieron acceso a la representación proporcional, con un 5.82% y 20 bancas. La inmensa mayoría de los escaños parlamentarios fueron a parar a partidos fundados el mismo año o el año anterior, que no tenían representación al momento de los comicios, mientras que las fuerzas tradicionales perdieron prácticamente todo su caudal de votos.
Aunque hubo algunas denuncias de manipulación, la elección fue elogiada por observadores internacionales tanto de la Unión Europea como de otros países, afirmando que resultaron transparentes, competitivas y democráticas, teniendo en cuenta el contexto bélico en el que se llevaron a cabo.
Luego de 38 días desde la realización de las elecciones, fue escogido a Oleksiy Honcharuk para el cargo de Primer Ministro.

## Antecedentes
Después de las elecciones parlamentarias de 2014, el Bloque Petro Poroshenko (después reconstituido como Solidaridad Europea) obtuvo una estrecha primera minoría de escaños con 132 sobre 423. El 21 de noviembre de 2014, el Bloque Petro Poroshenko, el Frente Popular, la Autosuficiencia, la Patria y el Partido Radical firmaron un acuerdo de coalición. Arseniy Yatsenyuk se convirtió en primer ministro el 2 de diciembre de 2014. El Partido Radical dejó la coalición el 1 de septiembre de 2015 en protesta por una votación en el parlamento que implica un cambio a la Constitución de Ucrania que conduciría a la descentralización y mayores poderes para las áreas en poder de los separatistas. En febrero de 2016 comenzó la caída del gabinete de Yatsenyuk después de que el ministro de economía, Aivaras Abromavičius, anunciara su renuncia alegando que el gobierno no tenía un compromiso real para luchar contra la corrupción. Los días 17 y 18 de febrero de 2016, los partidos Patria y Autosuficiencia abandonaron la coalición; dejándola 5 escaños por debajo de los 226 escaños requeridos para formar gobierno, aunque 8 por encima de la mitad total del parlamento electo (teniendo en cuenta la falta de 27 diputados en las regiones que no estaban bajo el control del gobierno). El 14 de abril de 2016, Volodymyr Groysman se convirtió en el nuevo primer ministro e inauguró un nuevo gabinete.
Petró Poroshenko buscó la reelección como presidente en las elecciones presidenciales de 2019. Elegido ampliamente en 2014, la popularidad de Poroshenko estaba en decadencia por lo que la población percibía como constantes fracasos políticos, militares y económicos de su administración. Contra los pronósticos que predecían una competencia cerrada entre el mandatario incumbente y la ex primera ministra Yulia Timoshenko, ambos se vieron desplazados por el surgimiento de Volodímir Zelenski. Zelenski previamente fue un actor, protagonista de la serie de comedia política Servidor del Pueblo. En la misma, Zelenski interpreta a un profesor de historia que resulta elegido presidente de Ucrania después de que un vídeo suyo despotricando contra la corrupción se volviera viral. Zelenski registró Servidor del Pueblo como un partido político homónimo de la serie de televisión y se presentó como candidato con una plataforma electoral centrada en una ruptura total con lo que denominaba «el pasado» y el «antiguo poder», rechazando a la oligarquía empresarial que se había instalado en el país tras su independencia de la Unión Soviética en 1991 y cuestionando al gobierno de Poroshenko como corrupto e ineficiente, comprometiéndose además a buscar el fin de la guerra en la región de Donbáss. Zelenski duplicó en porcentaje de votos a Poroshenko en la primera vuelta, pasando juntos a un desempate en el que resultó elegido con el 73.22% de los votos, el mayor porcentaje jamás logrado por un presidente de Ucrania.
Originalmente programadas para celebrarse el 27 de octubre de 2019, las elecciones parlamentarias ucranianas se adelantaron después de que Zelenski disolviera el parlamento en las primeras horas del 21 de mayo de 2019 (un día después de su toma de posesión), a pesar de las afirmaciones de que no tenía motivos legales para hacerlo. Después de que Zelenski emitió el decreto (convocando a elecciones anticipadas), se presentó una demanda ante el Tribunal Constitucional de Ucrania, que trató de declarar el decreto inconstitucional y, por lo tanto, ilegal. El tribunal declaró que el decreto era legal el 20 de junio, un mes después de su emisión. El apartado constitucional en el que Zelenski se amparó para presentar el decreto fue "la falta de una coalición gubernamental estable".  Debido al corto período de tiempo disponible para organizar las elecciones parlamentarias de 2019, no se siguieron las leyes actuales de contratación pública de Ucrania y, para evitar esto, las comisiones electorales locales trabajaron bajo pago diferido.

## Sistema electoral
Los 450 escaños de la Rada Suprema se eligen mediante un sistema mixto de representación proporcional y distritos uninominales. De acuerdo con la ley actual, 225 miembros de la Rada Suprema son elegidos por representación proporcional por listas cerradas con un umbral del 5% de los votos emitidos requerido para obtener bancas, y con todo el territorio ucraniano como único distrito electoral nacional. Mientras tanto, los otros 225 escaños son elegidos en circunscripciones con un sistema electoral de escrutinio mayoritario uninominal por simple pluralidad de sufragios (candidato con el total de votos más alto gana). En las elecciones de 2019, veintidós partidos presentaron una lista nacional.
De los 225 distritos uninominales en los que el país está dividido, solo 199 disputarían la elección. 26 se encuentran suspendidos debido a la anexión de Crimea en marzo de 2014 por parte de Rusia y la ocupación de partes de los Óblast de Donetsk y Luhansk por parte de grupos separatistas (desde abril de 2014). A pesar de esto, el artículo 83 de la constitución ucraniana establece la composición de la Rada Suprema en 450 escaños, por lo que una mayoría general para formar gobierno debe ser, obligatoriamente, de 226 escaños.
Los potenciales candidatos tenían hasta el 20 de junio para presentar documentos a la Comisión Electoral Central de Ucrania para registrar sus candidaturas para el puesto de diputado de la Rada Suprema. El 25 de junio de 2019, la Comisión Electoral Central finalizó su proceso de registro. Se registraron 5.845 candidatos para las elecciones: 3.171 candidatos en las circunscripciones uninominales y 2.674 candidatos en la circunscripción nacional única por parte de veintidós partidos.
Desde 2014, varios políticos han propuesto reformar el sistema electoral para abolir los escaños uninominales y que la votación se realice, únicamente, con representación proporcional por listas abiertas a nivel nacional en un 100% de las bancas. El principal defensor de la medida es el presidente Zelenski, mientras que el sector favorable a Yulia Timoshenko es principalmente opositor. Si bien se suponía que la reforma se iba a votar el 22 de mayo de 2019, el conflicto entre Zelenski y la Rada saliente posterior a su disolución temprana provocó que el proyecto fuese archivado.